# Croisillon (menuiserie)

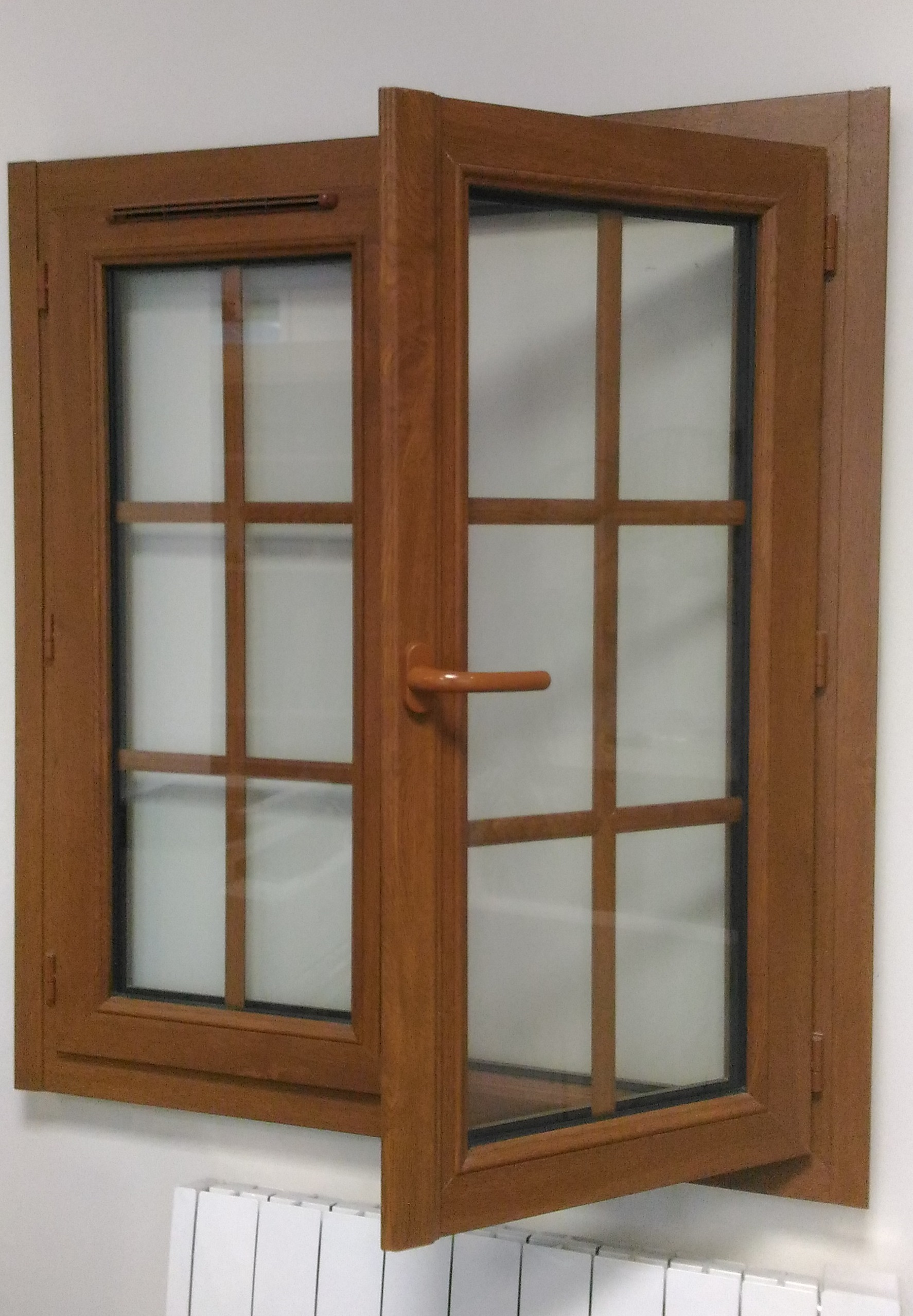
Croisillons en intrabiverre sur fenêtre PVC plaxé chêne doré

Un croisillon désigne en menuiserie en général l'ensemble des petits bois remplissant les châssis de fenêtres à petits carreaux.